# Puerto Tirol
Puerto Tirol är en kommunhuvudort i Argentina.   Den ligger i provinsen Chaco, i den nordöstra delen av landet, 800 km norr om huvudstaden Buenos Aires. Puerto Tirol ligger 54 meter över havet och antalet invånare är 9 767.
Terrängen runt Puerto Tirol är mycket platt. Runt Puerto Tirol är det ganska tätbefolkat, med 116 invånare per kvadratkilometer.. Närmaste större samhälle är Resistencia, 13,8 km sydost om Puerto Tirol.
I omgivningarna runt Puerto Tirol växer huvudsakligen savannskog.